# Palestinian Airlines
Palestinian Airlines (tiếng Ả Rập: الخطوط الفلسطينية) (mã IATA = PF, mã ICAO = PNW) là hãng hàng không quốc gia của Palestine, trụ sở ở El Arish, (Ai Cập). Hãng có các tuyến đường quốc tế và các chuyến bay thuê bao chở khách hành hương tới Jeddah. Căn cứ chính của hãng ở Sân bay quốc tế El Arish.
Palestinian Airlines là hội viên của Tổ chức các hãng hàng không Ả rập.

## Lịch sử
Palestinian Airlines được thành lập ngày 1.1.1995 và bắt đầu hoạt động từ tháng 6/1997 bằng một loạt chuyến bay thuê bao chở các người Hồi giáo hành hương tới Jeddah từ căn cứ của hãng ở Gaza, nhưng sau đó bị Israel cấm, nên dời về Port Said, bắc Ai Cập. Ngày 23.7.1997, hãng bắt đầu mở các tuyến đường thường xuyên từ El Arish tới Jordan và Ả Rập Xê Út. Tháng 11/1998 Palestinian Airlines lại chuyển về sân bay mới mở ở Gaza. Tháng 10/2000, hãng tạm ngưng hoạt động vì bắt đầu có cuộc nổi dậy của người Palestine chống lại Israel (Al-Aqsa Intifada) và tháng 12/2001 buộc phải chuyển căn cứ về Sân bay quốc tế El Arish, sau khi phi đạo của Sân bay quốc tế Yasser Arafat bị phá hủy. Hãng hiện do chính phủ Palestine làm chủ và có 398 nhân viên (tháng 3/2007).

## Các nơi đến
- Ai Cập
  - Arish
- Jordan
  - Amman
- Thổ Nhĩ Kỳ
  - Istanbul
- Các Tiểu vương quốc Ả rập Thống nhất
  - Abu Dhabi
  - Dubai
- Ả Rập Xê Út
  - Jeddah
- Qatar
  - Doha
- Cộng hòa Síp
  - Larnaca

Hãng cũng có kế hoạch mở rộng các tuyến đường tới Ấn Độ và Pakistan.
Các nơi đến cũ:
- Cairo

## Đội máy bay

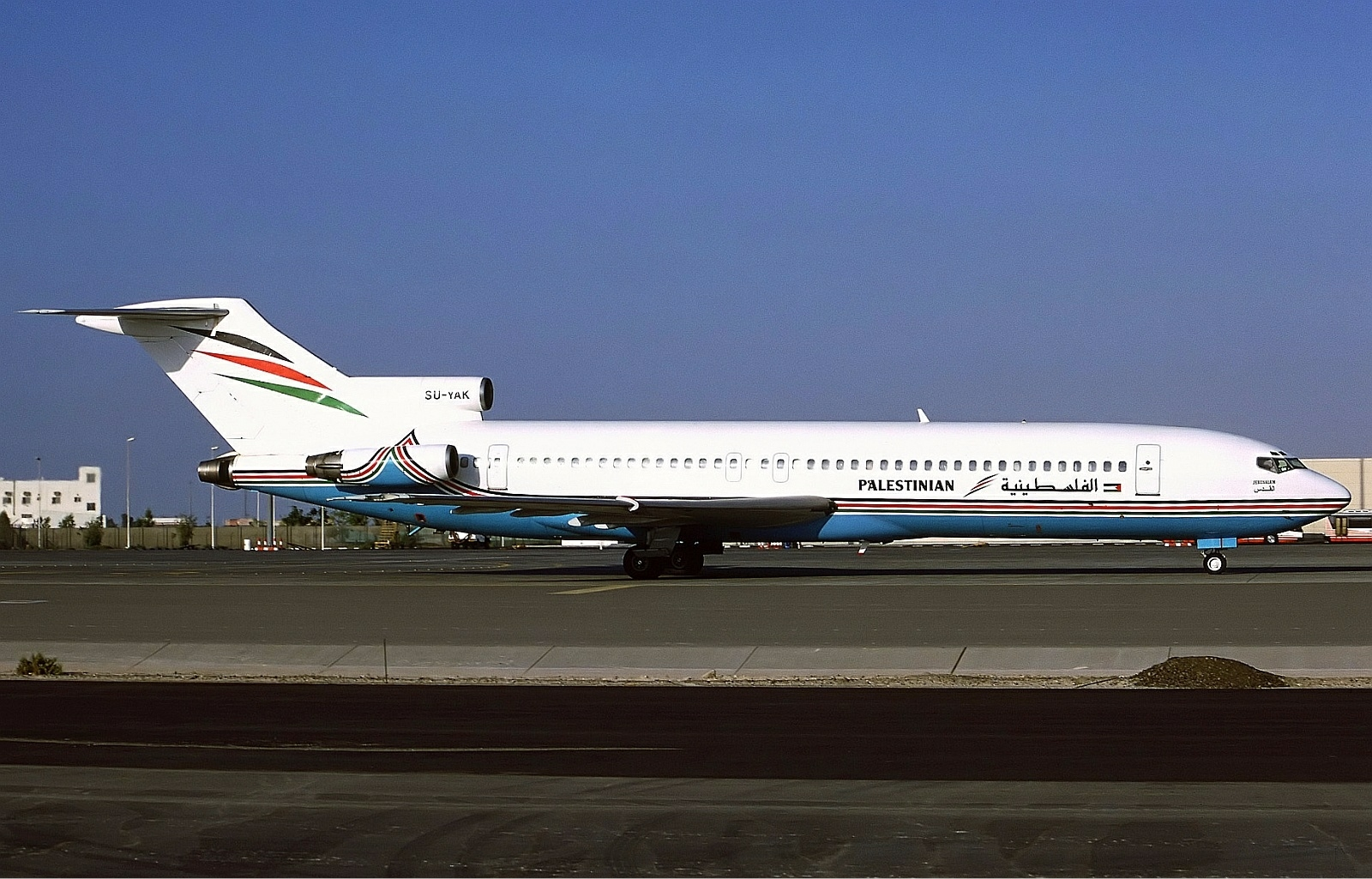
Boeing 727-230 của hãng, được chụp vào tháng 12 năm 1999.

(Tháng 3/2008):
- 1 Boeing 727-200
- 2 Fokker 50

## Máy bay ngưng hoạt động
(Tháng 8/2006):
- 1 Boeing 727-200

Palestinian Airlines cũng đã đặt mua 2 máy bay DeHavilland Dash 8-300 và 1 Bombardier CRJ-200, xem ở đây, nhưng không hề được giao cho hãng.